# Kostel svatého Vavřince (Ruda nad Moravou)
Kostel svatého Vavřince v Rudě nad Moravou z konce 18. století je architektonickou dominantou obce. Je farním kostelem farnosti Ruda nad Moravou.

## Historie
Již na počátku 14. století byl ve vesnici kostel a fara. Ta zanikla po třicetileté válce a byla znovu obnovena až v roce 1676.

### Výstavba kostela
První písemné zmínky o farnosti v Rudě nad Moravou jsou z roku 1351. V této době zde stál gotický kostel s farou a hřbitovem. Panství Ruda bylo od roku 1622 v majetku rodu Lichtenštejnů. V roce 1784 kníže Alois Josef Lichtenštejn nechal na místě původního uprostřed hřbitova postavit nový kostel. V roce 1786 k němu byla na západní straně přistavěna čtyřhranná dřevěná věž. Střecha kostela i věže byla pokryta dřevěným šindelem. Kostel byl zasvěcen sv. Vavřinci, slavnost posvěcení se konala v roce 1806. O této události svědčí dochovaný latinský nápis na kameni na zdi u presbytáře.
Loď nového kostela byla 35 metrů dlouhá, 8 a půl metru široká, 9 a půl metru vysoká. Oltář a svatostánek byl dřevěný, povrchově upraven jako imitace mramoru. Oltářní obraz sv. Vavřince je vysoký 2,20 metru, pochází z dílny vídeňského malíře Ignáce Dullingera. V kostele se zachovala kamenná křtitelnice s dřevěným příklopem zdobeným dřevořezbou Ježíšova křtu. Součástí kostela byla i dřevěná kazatelna, dvě zpovědnice a 34 dubových lavic. V roce 1823 byla pořízena křížová cesta.
Na starém hřbitově kolem kostela se pochovávalo až do r. 1831. V tomto roce byl založen nový hřbitov na severním okraji obce.

### Úpravy kostela
Ve druhé polovině 19. století prošel kostel řadou stavebních úprav. V roce 1852 byla ke kostelu přistavěna chodba se zastřešeným schodištěm. V roce 1880 byla postavena nová sakristie a ve staré sakristii byla zřízena kaple. V roce 1886 byla postavena nová zděná věž s bání. Na věž byly pořízeny hodiny a 5 zvonů. Dva největší zvony byly v roce 1917 zrekvírovány pro válečné účely. Do dnešní doby se dochovaly dva nejmenší zvony. Varhany byly pořízeny v roce 1887 u firmy Brauner z Uničova.
O zvelebení kostela se zasloužil farář ThDr. František Tomáštík v letech 1918 – 1938. Kromě menších venkovních oprav (spodní zdivo, báň) zásadní úpravou prošel interiér kostela v roce 1925. Výmalba stropu byla svěřena akademickému malíři Eduardu Majovi, vitrážová okna věnovali místní farníci, byla pořízena nová křížová cesta a opraven hlavní oltář. Na věž byly zavěšeny tři nové zvony odlité firmou Richard Herold z Chomutova. (V roce 1942 byly všechny zabaveny pro válečné účely). Kompletní oprava fasády a okolí kostela proběhla v roce 1936.
V letech 1956-1957 provedla krnovská firma přestavbu varhan, z původních zůstala zachována varhanní skříň a cínové píšťaly. V roce 1959 byly pořízeny dva menší zvony, přemístěné sem z jiných farností. V sedmdesátých letech 20. století byly zahájeny úpravy interiéru kostela v duchu II. Vatikánského koncilu. Byl zrušen hlavní i boční oltáře, odstraněna kazatelna, upraven presbytář, sakristie, položena nová podlaha a vyměněny zchátralé lavice. Podle návrhu Ing. architekta Josefa Bartáka byl zhotoven a usazen nový obětní stůl. Současně bylo nutno opravit i věž a střechu kostela. Práce byly dokončeny v roce 1983.
Na přelomu 20.a 21. století bylo opraveno schodiště, zřízena zpovědní místnost v přístavku staré sakristie a z nové sakristie vznikla zimní kaple. Byl kompletně přestavěn areál fary, který je využíván i jako kulturní, společenské a sportovní centrum obce.
V roce 2007 byly v den svěcení naistalovány ve věži dva nové zvony. Větší zvon sv. Vavřinec o hmotnosti 220 kg a menší sv. Václav o hmotnosti 50kg. Současně byl zprovozněn starší zvon z roku 1921 ulitý zvonařem Hillerem v Brně. Kostel dostal novou fasádu v roce 2010.

## Popis

### Exteriér

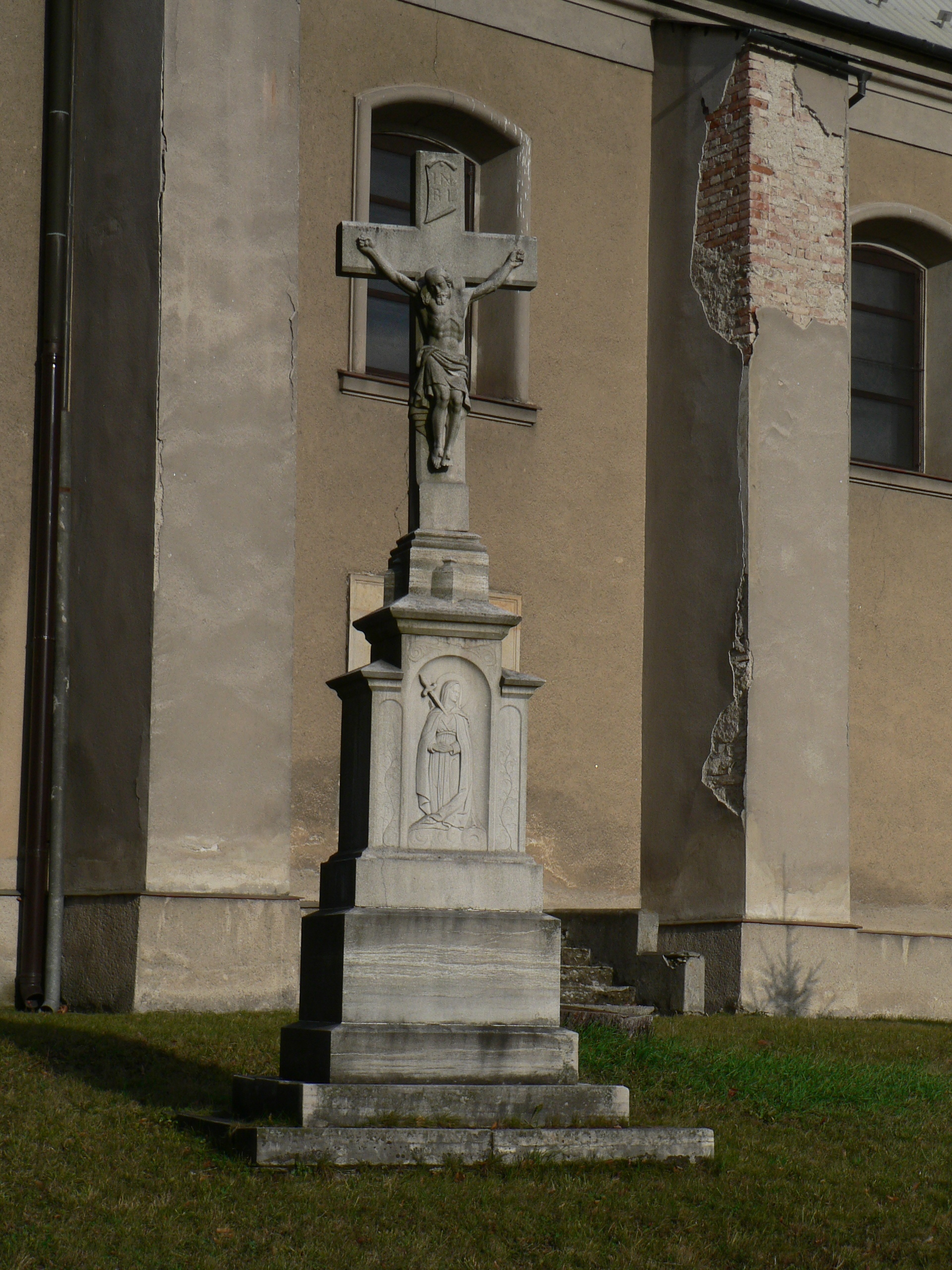
kostel Ruda nad Moravou-kříž z roku 1889

Kostel je architektonickou dominantou obce. Postaven je na vyvýšeném místě, z jižní strany je svah zpevněn opěrnou kamennou zdí, která dříve ohraničovala hřbitov. Vstup do areálu je z této strany kamenným schodištěm, u kterého stojí památkově chráněné barokní sousoší sv. Josefa z roku 1729. Nechal je postavit místní sládek z vděčnosti za záchranu rodiny při morové epidemii. Na soklu je vytesán reliéf s tematikou Útěku do Egypta. Vedle ústřední postavy Josefa stály po stranách dvě sošky andílků, které však byly po roce 1990 odcizeny. Blíže ke kostelu je umístěn kříž z bílého mramoru z roku 1889.
Samotný kostel je orientovanou jednolodní obdélnou stavbou s půlkruhovým závěrem. Střecha lodi je sedlová, nad presbytářem zvalbená. Po obvodu je stavba členěna výraznými pilíři, mezi nimiž jsou prolomena obdélná okna se zaobleným záklenkem. Na západní straně přistavěna hranolová věž s bání. Římsa věže je na všech čtyřech stranách prolomena zaoblenými nadstavbami, ve kterých jsou umístěny ciferníky hodin. Vstup do hlavní lodi je přes krytou chodbu se schodištěm přistavěnou před původní dveře ve věži. U severní strany kostela jsou přistavěny obdélné sakristie. Střecha nízké sakristie dosahuje pod okno v presbytáři. Navazující sakristie má stejnou výšku jako hlavní loď a spodní linie její střechy vytváří jednotnou linku s římsou kostela. Z druhé strany je malý nízký přístavek s pultovou střechou.

### Interiér
Hlavní loď s valenou lunetovou klenbou je spojena s presbytářem v jednotný prostor. Dělicím prvkem je podlaha, která je v hlavní lodi z keramických dlaždic tmavě cihlové barvy, zvýšený presbytář je vydlážděn bílým mramorem. Centrem presbytáře je mohutný obětní stůl zhotovený z bílého cementu, písku a dlažebních kostek. Vstupní část lodi je předělena galerií spočívající na zděných sloupech, na které je umístěna kruchta zakončená ozdobným kovovým zábradlím. Ve středu severní strany lodi je vstup do zimní kaple.
Interiér má jednoduché omítky s výraznou římsou, okna jsou zdobena vitrážemi. Hlavní oltář nese malbu patrona kostela sv. Vavřince od Ignáce Dullingera v masivním hladkém dřevěném rámu. Po stranách jsou pozlacení andělé a dřevěné sochy Božského srdce Páně a Neposkvrněného srdce Panny Marie. Na bočních zdech lodi jsou proti sobě umístěny v souvislých pruzích obrazy zastavení Křížové cesty. Lavice jsou jednoduché dřevěné desky na betonových nosnících.